# Венероль
Венеро́ль (фр. Vénérolles) — коммуна во Франции, находится в регионе Пикардия. Департамент коммуны — Эна. Входит в состав кантона Гюиз. Округ коммуны — Вервен.
Код INSEE коммуны — 02779.

## Население
Население коммуны на 2010 год составляло 216 человек.
| 1962 | 1968 | 1975 | 1982 | 1990 | 1999 | 2010 |
| ---- | ---- | ---- | ---- | ---- | ---- | ---- |
| 284  | 327  | 278  | 268  | 260  | 265  | 216  |

## Экономика
В 2010 году среди 143 человек трудоспособного возраста (15—64 лет) 97 были экономически активными, 46 — неактивными (показатель активности — 67,8 %, в 1999 году было 61,5 %). Из 97 активных жителей работали 85 человек (56 мужчин и 29 женщин), безработных было 12 (3 мужчин и 9 женщин). Среди 46 неактивных 5 человек были учениками или студентами, 14 — пенсионерами, 27 были неактивными по другим причинам.